# П'єр Байєн
П'єр Байєн (фр. Pierre Bayen; 7 лютого 1725, Шалон-сюр-Марн — 15 лютого 1798, Париж) — французький хімік і фармацевт.

## Біографія
У Парижі навчався з 1749 року у Руеля; потім деякий час працював в лабораторії Шамуссе, де виявив  здібність до хімії. У 1796 році стає головним служби здоров'я.  У 1798 р. йому доручено було дослідити всі мінеральні води Франції; крім того, Байєн досліджував різні мінерали і гірські породи. 1765 року Байєн опублікував результати своїх аналізів вод Баньєр де Люшон. Інші роботи Байєна опубліковані в «Збірнику іноземних вчених» («Recueil des savants étrangers»). Байєн довів присутність магнію в сланцях і знайшов спосіб добування її на фабриках солі Епсома і Зедлітца. У 1781 році опублікував велику роботу про олово; знайшовши, що олово при перетворенні в своє «вапно» (окис) збільшується у вазі, Байен вперше (до Лавуазьє) похитнув теорію флогістона, припустивши, що всі «вапна» відрізняються від відповідних металів змістом поглиненої з повітря складової його частини. Байєн повторив знаменитий досвід Лавуазьє з відновлення оксиду свинцю вугіллям — над оксидом ртуті. Таким чином Байєн отримав металеву ртуть і знайшов, що вага речовини, яка виділилась, разом з виділеною ртуттю точно відповідає взятій кількістю оксиду. Байєн опублікував ці відкриття в 1784 р. в «Журналі Фізики» абата Розьє під заголовком «Essais chimiques ou expériences faites sur quelques précipites de mercure dans la vue d'en découvrir la vraie nature».